# Klinča Sela
Klinča Sela je vesnice a správní středisko stejnojmenné opčiny v Chorvatsku v Záhřebské župě. Nachází se asi 6 km severovýchodně od Jastrebarska a asi 26 km jihozápadně od centra Záhřebu. V roce 2011 žilo v Klinči Sele 1 726 obyvatel, v celé opčině pak 5 231 obyvatel.
Součástí opčiny je celkem 14 vesnic, z nichž největší je středisko opčiny, Klinča Sela. Dalšími většími vesnicemi jsou Donja Zdenčina, Kupinec a Repišće.
- Beter – 207 obyvatel
- Donja Purgarija – 123 obyvatel
- Donja Zdenčina – 1 009 obyvatel
- Goli Vrh – 278 obyvatel
- Gonjeva – 49 obyvatel
- Gornja Purgarija – 82 obyvatel
- Gornja Zdenčina – 161 obyvatel
- Klinča Sela – 1 726 obyvatel
- Kozlikovo – 127 obyvatel
- Kupinec – 881 obyvatel
- Novo Selo Okićko – 110 obyvatel
- Poljanica Okićka – 4 obyvatelé
- Repišće – 359 obyvatel
- Tržić – 115 obyvatel

Blízko opčiny prochází dálnice A1 a nachází se zde křižovatka silnic D1;D3 a D543.